# Зоря (товариство)
«Зоря» — товариство українських ремісників, промисловців, купців. Засноване у Львові 1884.
Продовжувало традицію міщанських братств. 1932 мало 12 філій у містах Галичини.
Організатором і тривалий час головою був львівський архітектор Василь Нагірний. Пізніше — Ю. Сидорак.
У Тернополі «Зоря» найактивніше діяла у 1930-ті. Членами були купці, кооператори, будівничі, дрібні ремісники. «Зоря» надавала матеріальну допомогу та юридичні консультації, сприяла розвитку української торгівлі, проводила вечори, лекції. При товаристві діяла власна бібліотека.
1934—1939 «Зорю» у Тернополі очолювали: П. Качмарчук, І. Майка, А. Фалендиш, Д. Ладика.
Товариство об'єднувало від 180 до 250 членів. Діяло у приміщенні «Українбанку» на вулиці Міцкевича (нині бульвар Шевченка).
Восени 1939 «Зорю» заборонила радянська влада. У 1941—1944 діяла в рамках Українського центрального комітету як «Об'єднання праці українських ремісників».